# Semmy Friedmann
Semmy Friedmann, född 14 september 1891 i Kristianstad, död 13 januari 1964 i Oscars församling i Stockholm, var en svensk skådespelare.

## Biografi
Friedmann studerade vid Dramatens elevskola 1911–1913. Efter studierna engagerades han vid Svenska Teatern i Helsingfors och därefter vid Dramaten 1915–1917, 1917–1920 vid Lorensbergsteatern i Göteborg, 1921–1925 vid Ernst Eklunds teater, 1924–1929 åter vid Lorensbergsteatern och 1931–1936 åter vid Dramaten. Mellan 1936 och 1952 var han primärt verksam i Göteborg vid stadsteatern där. Han gjorde även en kortare återkomst vid samma teater på 1960-talet.
Friedmann var även verksam som filmskådespelare. Han debuterade 1916 i Edmond Hansens Ålderdom och dårskap och skulle komma att medverka i drygt 15 produktioner (inklusive TV-teaterpjäser). Han blev kontroversiell för sin roll som den judiske Josef Bendel i 1933 års Pettersson & Bendel då rollen ansågs vara antisemitisk - Semmy Friedmann var själv judisk. Han hade även en liknande roll i Simon i Backabo (1934), men denna gick tämligen obemärkt förbi.
Han mottog Teaterförbundets De Wahl-stipendium 1927 och han var även riddare av Vasaorden.
Semmy Friedmann är begravd på Norra begravningsplatsen utanför Stockholm.

### Privatliv
Semmy Friedmann var gift med skådespelaren Wanda Rothgardt och är far till skådespelaren Jane Friedmann.

## Filmografi
- 1916 – Ålderdom och dårskap
- 1917 – Förstadsprästen
- 1919 – Hans nåds testamente
- 1921 – En lyckoriddare
- 1921 – De landsflyktige
- 1922 – Thomas Graals myndling
- 1924 – Folket i Simlångsdalen
- 1933 – Pettersson & Bendel
- 1934 – Simon i Backabo
- 1936 – Kungen kommer
- 1936 – Flickorna på Uppåkra
- 1953 – Dansa min docka
- 1963 – Den gula bilen

## TV-produktioner
- 1957 – Svarta handsken
- 1959 – Porträtt av jägare
- 1964 – Bandet

## Teater

### Roller (ej komplett)
| År   | Roll                                            | Produktion                                                 | Regi               | Teater                                   |
| ---- | ----------------------------------------------- | ---------------------------------------------------------- | ------------------ | ---------------------------------------- |
| 1916 | Lamourette                                      | Krigsäran Maurice Hennequin                                | Knut Nyblom        | Vasateatern                              |
| 1916 | Max Nelson                                      | Lilla tuttenuttan Anthony L. Ellis                         | Knut Nyblom        | Vasateatern                              |
| 1916 | Rüder                                           | Gamla Heidelberg (Alt-Heidelberg) Wilhelm Meyer-Förster    |                    | Svenska teatern, Stockholm               |
| 1917 | Kaj Klinge                                      | Pultronen Lechmere Worrall och Harold Terry                | Knut Nyblom        | Vasateatern                              |
| 1918 | Sam Bentely                                     | Fröken X, Box 1742 Cyril Harcourt                          | Albert Ståhl       | Djurgårdsteatern                         |
| 1920 | Manéquant                                       | Kiki André Picard                                          | Ernst Eklund       | Blancheteatern                           |
| 1921 | Cyprian                                         | Paracelsus Arthur Schnitzler                               | Ernst Eklund       | Blancheteatern                           |
| 1921 | En rannsakningsdomare                           | Det levande liket Lev Tolstoj                              | Alexander Moissi   | Blancheteatern                           |
| 1921 | Lucien Darboize                                 | Kammarfrun Félix Gandéra                                   | Ernst Eklund       | Blancheteatern                           |
| 1922 | Schwarz                                         | Lulu Frank Wedekind                                        | Maria Orska        | Blancheteatern                           |
| 1922 | John Horn                                       | Nu kommer madame Gilda Varesi och Dolly Byrne              | Nils Arehn         | Blancheteatern                           |
| 1922 | Danny                                           | Dick eller Danny Lee Wilson Dodd                           | Erik Berglund      | Blancheteatern                           |
| 1922 |                                                 | Hasard Alfred Savoir                                       | Vilhelm Bryde      | Turné                                    |
| 1923 | Harold Knox                                     | Öster om Suez W. Somerset Maugham                          | Ernst Eklund       | Komediteatern                            |
| 1923 | Sandeberg                                       | Sten Stensson Stéen från Eslöf John Wigforss               | Elis Ellis         | Blancheteatern                           |
| 1924 | Douglas Orway                                   | Reggies bröllop Edward Salisbury Field                     | Ernst Eklund       | Blancheteatern                           |
| 1924 |                                                 | Kammarfrun Felix Gandera                                   | Ernst Eklund       | Blancheteatern                           |
| 1925 |                                                 | Flickorna Gyurkovics Ferenc Herczeg                        |                    | Folkteatern                              |
| 1925 | Kapten Ridgwell                                 | Maskopi J. E. Harold Terry                                 | Rune Carlsten      | Djurgårdsteatern                         |
| 1925 |                                                 | Fröken X, Box 1742 Cyril Harcourt                          | Rune Carlsten      | Djurgårdsteatern                         |
| 1930 | Maxime                                          | Kom, sågs, segrade! Louis Verneuil                         | Rudolf Wendbladh   | Helsingborgs stadsteater                 |
| 1930 | Crassus                                         | Karusellen George Bernard Shaw                             | Rudolf Wendbladh   | Helsingborgs stadsteater                 |
| 1930 | Barna                                           | Olympia Ferenc Molnár                                      | Rudolf Wendbladh   | Helsingborgs stadsteater                 |
| 1930 | Ingeniör                                        | Kontraband Oscar Rydqvist                                  | Albert Nycop       | Helsingborgs stadsteater                 |
| 1931 | Karl- Magnus de Lorche                          | Markurells i Wadköping Hjalmar Bergman                     | Albert Nycop       | Helsingborgs stadsteater                 |
| 1931 | Marc Fournier                                   | "Succes!" Édouard Bourdet                                  | Rudolf Wendbladh   | Helsingborgs stadsteater                 |
| 1931 | Arne Apell                                      | Sensation Erik Lindorm                                     | Rudolf Wendbladh   | Helsingborgs stadsteater                 |
| 1931 |                                                 | En man till påseende Frederick Lonsdale                    |                    | Helsingborgs stadsteater                 |
| 1931 | Nathaniel Winkle                                | Pickwick-klubben František Langer efter Charles Dickens    | Olof Molander      | Dramaten                                 |
| 1932 | Cary Maxon                                      | Hennes första äventyr Merrill Rogers                       | Albert Nycop       | Helsingborgs stadsteater                 |
| 1932 | Knock                                           | Knock eller Läkarkonstens triumf Jules Romains             | Rudolf Wendbladh   | Helsingborgs stadsteater                 |
| 1932 | Ivan Kusmitj Sjpekin                            | Revisorn Nikolaj Gogol                                     | Alf Sjöberg        | Dramaten                                 |
| 1932 | Kain Andra spelaren                             | Guds gröna ängar Marc Connelly                             | Olof Molander      | Dramaten                                 |
| 1933 | Knipperdollink Förste adelsmannen               | Mäster Olof August Strindberg                              | Olof Molander      | Dramaten                                 |
| 1934 | Lucien                                          | De hundra dagarna Benito Mussolini och Giovacchino Forzano | Rune Carlsten      | Dramaten                                 |
| 1934 | Begriffenfeldt                                  | Per Gynt (Peer Gynt) Henrik Ibsen                          | Per Lindberg       | Kungliga Operan                          |
| 1935 | Gordon Robinson                                 | Bizarr musik Rodney Ackland                                | Harry Roeck-Hansen | Blancheteatern                           |
| 1945 |                                                 | Ond kärlek François Mauriac                                | Helge Wahlgren     | Göteborgs stadsteater, 9 december 1945   |
| 1947 | Doktor Grimthorpe                               | Magi Gilbert Keith Chesterton                              | Ingmar Bergman     | Göteborgs stadsteater                    |
| 1947 | Officern                                        | Ett drömspel August Strindberg                             | Olof Molander      | Göteborgs stadsteater, 13 september 1947 |
| 1948 |                                                 | Mollusken Hubert Henry Davies                              | Semmy Friedmann    | Lisebergsteatern                         |
| 1948 | Dupont-Dufort d.ä.                              | Tjuvarnas bal Jean Anouilh                                 | Ingmar Bergman     | Göteborgs stadsteater                    |
| 1949 | M. Tarde                                        | En vildfågel Jean Anouilh                                  | Ingmar Bergman     | Göteborgs stadsteater                    |
| 1951 | Hugo Kalmar, f.d. utgivare av anarkisttidningar | Si, iskarlen kommer! Eugene O'Neill                        | Stig Torsslow      | Göteborgs stadsteater, 9 februari 1951   |
| 1951 | Joe Saul                                        | Jag älskar min son John Steinbeck                          | Karin Kavli        | Norrköping-Linköping stadsteater         |
| 1951 | Maximilien de Robespierre                       | Robespierre Rudolf Värnlund                                | Johan Falck        | Norrköping-Linköping stadsteater         |
| 1954 | Hertig Esteban                                  | Markisinnan Noël Coward                                    | John Zacharias     | Norrköping-Linköping stadsteater         |
| 1954 | Edgar, kapten vid fästningsartilleriet          | Dödsdansen August Strindberg                               | John Zacharias     | Norrköping-Linköping stadsteater         |
| 1955 | Philip Russell                                  | Hustruleken Louis Verneuil                                 | John Zacharias     | Norrköping-Linköping stadsteater         |
| 1955 | Herr Nilsen                                     | Frisöndag Leck Fischer                                     | Ingrid Luterkort   | Norrköping-Linköping stadsteater         |
| 1955 | Firs                                            | Körsbärsträdgården Anton Tjechov                           | John Zacharias     | Norrköping-Linköping stadsteater         |
| 1956 | Ryttmästaren                                    | Fadren August Strindberg                                   | Rune Carlsten      | Riksteatern                              |
| 1956 | Titus Jaywood                                   | Älskling, jag ger mig! Mark Reed                           | John Zacharias     | Norrköping-Linköping stadsteater         |
| 1956 | Orgon                                           | Tartuffe Molière                                           | John Zacharias     | Norrköping-Linköping stadsteater         |
| 1957 | Herman Israel                                   | Gustav Vasa August Strindberg                              | John Zacharias     | Norrköping-Linköping stadsteater         |
| 1958 | Morfadern                                       | Gäst i gryningen Alejandro Casona                          | Gösta Folke        | Norrköping-Linköping stadsteater         |
| 1958 | Firs                                            | Körsbärsträdgården Anton Tjechov                           | Sandro Malmquist   | Riksteatern                              |
| 1959 | Stefan                                          | Thermopyle H.C. Branner                                    | John Zacharias     | Norrköping-Linköping stadsteater         |
| 1961 | Brabantio, en senator                           | Othello William Shakespeare                                | Birgit Cullberg    | Stockholms stadsteater                   |
| 1962 | Jonathan Coffin                                 | Iguanans natt Tennessee Williams                           | Per Gerhard        | Vasateatern                              |

### Regi
| År   | Produktion                          | Upphovsmän                                    | Teater           |
| ---- | ----------------------------------- | --------------------------------------------- | ---------------- |
| 1931 | Tredubbelt gifta Aibie's Irish Rose | Anne Nichols Översättning Olga Raphael-Linden | Blancheteatern   |
| 1932 | Tredubbelt gifta Aibie's Irish Rose | Anne Nichols Översättning Olga Raphael-Linden | Blancheteatern   |
| 1948 | Mollusken The Mollusc               | Hubert Henry Davies                           | Lisebergsteatern |